# Mbita

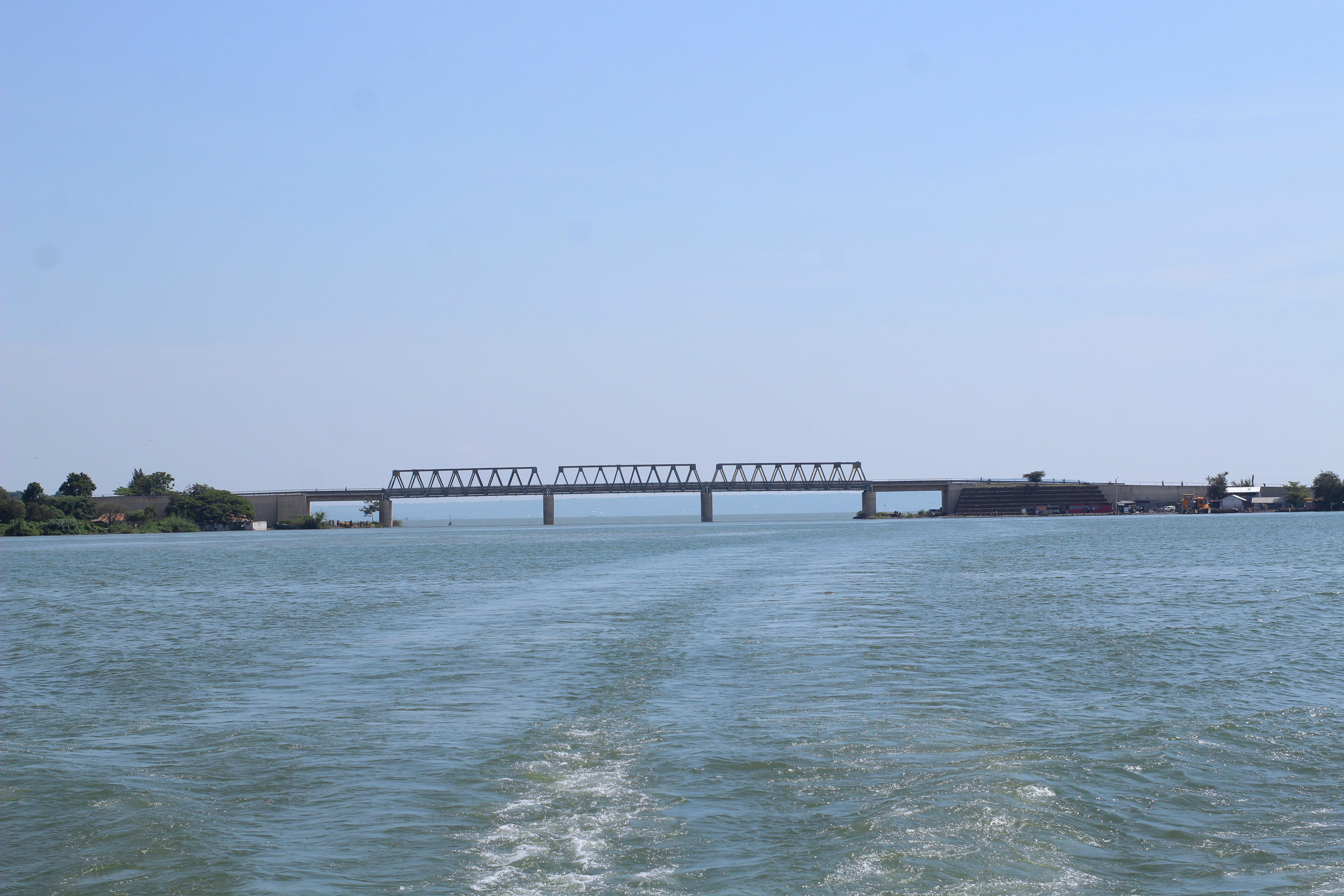
Pont reliant Mbita à l'île de Rusinga.

Mbita est une ville du comté de Homa Bay et le chef-lieu du district de Mbita au Kenya. La ville, située en partie sur le continent et en partie sur l'île de Rusinga, est un port de pêche important.

## Toponymie
Le nom Mbita vient du suba (en) Emvita qui signifie « détroit ».